# ناحیه تل حمیس
ناحیه تل حمیس (به عربی: ناحیة تل حمیس) یک ناحیه در سوریه است که در منطقه قامشلی واقع شده‌است. ناحیه تل حمیس ۷۱٬۶۹۹ نفر جمعیت دارد.